# 澳門巴士101XS路線
澳門巴士101XS路線是由澳巴經營，往返港珠澳大橋和亞馬喇前地的臨時巴士路線。

## 開設背景
- 2023年1月8日，澳門放寬並修改各項出入境政策措施，當中包括由香港入境澳門人士無需出示任何COVID-19防疫證明，象徵著港澳兩地“免檢疫通關”，由香港入境的訪澳旅客人數亦出現上升[1]。

- 其中在2023年春節期間，為放寬出入境防疫措施首個長假期，港珠澳大橋澳門邊檢大樓之入境旅客人次超越關閘[2]，大橋澳門口岸巴士總站亦於新春假期期間連續多天的上午出現輪候公共巴士或“發財車”之人龍，當中前往澳門半島市中心的101X路線最受歡迎，於2023年1月24日上午（大年初三）一度有近百名乘客排隊等候，有澳巴職員讓排隊的乘客提前投幣或拍卡，加快上車速度[3]。2023年1月25日（大年初四）上午，經港珠澳大橋入境之旅客絡繹不絕，當中以香港旅客為主，巴士總站一度出現人龍，巴士公司亦增加廣播提示巴士路線，每班巴士幾乎逼滿乘客。有香港旅客認為金巴票價比船票便宜，但建議增加數條往返大橋澳門口岸至各區的巴士路線[4]。

- 2023年2月27日，澳門立法會召開全體會議，多位議員於立法會議程前發言時關注“駕照互認”及“澳車北上”政策、東方明珠區與新城A區的交通壓力。其中直選議員李靜儀建議當局優化口岸交通安排緩解塞車問題外，並期望當局檢視和優化相關口岸巴士路線、班次及站點設置等公交方面規劃。間選議員葉兆佳認為未來旅客一定會恢復較快增長，有必要前瞻性完善交通配套。建議交通當局研究於節假日設“特快專車”，點對點穿梭出入境口岸與旅遊景點[5][6]。而澳門立法會於2019年2月19日和3月28日全體會議上，包括間選議員高開賢與葉兆佳均提議交通部門研究節假日設特快專車，點對點穿梭口岸與旅遊景點，為旅客提供便利，相信將有效分流大三巴、新馬路一帶人流，並帶動其他區份的商業發展，更可減少旅客和居民爭相搶搭公交情況，大大緩解居民出行壓力[7][8]。

- 2023年4月5日清明節當天，受“澳車北上”和放寬入境措施影響，大橋澳門口岸唯一通道出現嚴重交通擠塞，龍尾幾乎接近友誼圓形地。而位於大橋澳門口岸內的香港入境大堂和巴士總站出現排隊人流，有部分香港旅客形容秩序混亂，人手安排亦不足[9][10]。

- 2023年4月14日，立法會直選議員林宇滔於訊報發表社評，批評新城A區交通亂象是源於不跟規劃，而其中兩條往返大橋澳門口岸的常規巴士路線均幾乎繞澳門區及離島區一整圈才到人工島口岸，路線迂迴效率極低，每逢節假日繁忙時段都需大排長龍，不少居民投訴要坐近一小時才能到人工島口岸，旅客到澳門後乘搭上述兩巴士線到目的地的時間，甚至比坐金巴車程更長，政府一直不增加或優化人工島的巴士路線，又或在繁忙時間開出點對點走外圍的巴士快線等，可以預期隨著港珠澳人工島口岸的使用人流不斷增加，其公共交通情況只會越趨惡化！[11]

## 簡介及歷史
- 在港澳兩地或中港澳三地長假期期間，經港珠澳大橋入境人士增加，輪候巴士時間稍長，因此本線提供服務，分流並疏散於該口岸候車前往澳門市區的乘客。

| 開設日期及相關資料                       |                               |                                                                                   |                      |
| 服務日期                                 | 原因                          | 備註                                                                              | 相關資料             |
| 2023年4月29日至5月1日                    | “五‧一”黃金週                 |                                                                                   | [ 12 ] [ 13 ] [ 14 ] |
| 2023年5月26日至28日                      | 佛誕節假期                    |                                                                                   | [ 15 ] [ 16 ]        |
| 2023年9月30日至10月2日                   | 國慶黃金周                    |                                                                                   | [ 17 ]               |
| 2023年12月23日至26日、30日至2024年1月1日 | 聖誔節、除夕及元旦            |                                                                                   | [ 18 ]               |
| 2024年2月10日至18日                      | 春節假期                      | 取消停靠「林茂／澳門遊艇會」、「俾若翰街／綠楊花園」站 新增停靠「巴波沙大馬路」站 | [ 19 ]               |
| 2024年3月29日至4月1日                    | 復活節假期                    |                                                                                   | [ 20 ]               |
| 2024年6月8日至10日                       | 端午節假期                    |                                                                                   | [ 21 ]               |
| 2024年6月29日至7月1日                    | 香港回歸假期 （鄰埠連續假期） |                                                                                   | [ 22 ]               |
| 2024年10月1日                            | 國慶節                        |                                                                                   | [ 23 ]               |
| 2024年10月11日至13日                     | 重陽節假期                    |                                                                                   | [ 24 ]               |
| 2024年12月25日至26日                     | 聖誕節假期                    |                                                                                   | [ 25 ]               |
| 2025年1月1日                             | 元旦                          |                                                                                   | [ 26 ]               |
| 2025年1月29日至2月4日                    | 春節假期                      |                                                                                   | [ 27 ]               |
| 2025年4月4日至6日                        | 清明節假期                    |                                                                                   | [ 28 ]               |
| 2025年4月18日至21日                      | 復活節假期                    |                                                                                   |                      |
| 2025年5月1日至5日                        | 勞動節假期                    |                                                                                   | [ 29 ]               |
| 2025年7月1日                             | 香港回歸假期                  |                                                                                   | [ 30 ]               |

## 本線特色
- 本線與102XS路線皆為首批5位數字及字母組成的路線編號。

- 因路線編號只以最多4個數字及字母組成，其電子收費系統中將其定編為101Z。[31]

## 電牌
| 往港珠澳大橋方向 | 往港珠澳大橋方向              | 往港珠澳大橋方向 |
| 日期             | 頭牌                          | 圖例             |
| ---------------- | ----------------------------- | ---------------- |
| 開線至今         | 港珠澳大橋                    |                  |
| 往中區方向       |                               |                  |
| 日期             | 頭牌                          | 圖例             |
| 開線至今         | 亞馬喇前地                    |                  |
| 開線至今         | 直達葡京、新馬路 （轉頁顯示） |                  |

## 使用車輛
| 日期                   | 使用車輛                                           |
| ---------------------- | -------------------------------------------------- |
| 2023年4月29日          | 中通LCK6113SHEVG 宇通ZK6128HNGE                    |
| 2023年4月30日-5月1日   | 宇通ZK6128HGE 中通LCK6113SHEVG 蘇州金龍KLQ6116GHEV |
| 2023年5月26日至28日    | 中通LCK6113SHEVG                                   |
| 2023年9月30日至10月2日 | 中通LCK6113SHEVG 蘇州金龍KLQ6116GHEV               |
| 2024年2月10日至18日    | 中通LCK6113SHEVG 蘇州金龍KLQ6116GHEV               |
| 2024年3月29日至4月1日  | 中通LCK6113SHEVG 蘇州金龍KLQ6116GHEV               |

## 路線資料

### 收費
| 收費類別     | 收費類別                      | 收費類別             | 費用 |
| ------------ | ----------------------------- | -------------------- | ---- |
| 現金         | 現金                          | 現金                 | $6.0 |
| 境外支付工具 | 支付寶（內地及香港）          | 支付寶（內地及香港） | $6.0 |
| 境外支付工具 | 雲閃付 非綁定澳門銀聯卡       |                      | $6.0 |
| 境外支付工具 | 微信支付（內地及香港）        |                      | $6.0 |
| 境外支付工具 | 交通聯合 非澳門發行的全國通卡 |                      | $6.0 |
| 境內支付工具 | 澳門通                        | 全民卡               | $4.0 |
| 境內支付工具 | 澳門通                        | 學生卡               | $2.0 |
| 境內支付工具 | 澳門通                        | 長者卡               | 免費 |
| 境內支付工具 | 澳門通                        | 殘疾卡               | 免費 |
| 境內支付工具 | 聚易用＋                      | 聚易用＋             | $4.0 |

### 服務時間及班距
| 服務時間                     | 2025年1月29日-2月4日 |
| ---------------------------- | -------------------- |
| 港珠澳大橋邊檢大樓           | 09:00-20:00          |
| 班距                         | 15-20分鐘            |
| 懸掛8號風球後1小時開出尾班車 |                      |

### 路線停站
| 101XS | 港珠澳大橋 ↺ 亞馬喇前地 | 港珠澳大橋 ↺ 亞馬喇前地 | 港珠澳大橋 ↺ 亞馬喇前地 |
| 序號  | 循環線                  | 循環線                  | 循環線                  |
| 序號  | 站號                    | 站名                    | 出入境口岸              |
| 1     | M800/8                  | 港珠澳大橋邊檢大樓      | 港珠澳大橋澳門邊檢大樓  |
| 2     | M172/1                  | 亞馬喇前地              |                         |
| 3     | M171/2                  | 中區／殷皇子馬路        |                         |
| 4     | M134                    | 新馬路／華僑            |                         |
| 5     | M132/1                  | 十六浦                  |                         |
| 6     | M129                    | 沙梨頭街市              |                         |
| 7     | M8                      | 巴波沙大馬路            |                         |
| 8     | M800/8                  | 港珠澳大橋邊檢大樓      | 港珠澳大橋澳門邊檢大樓  |

## 客量
- 營運首日（2023年4月29日）期間，本線能夠有效分流原本乘坐101X路線的乘客，並減輕該線的壓力，而澳巴更於往亞馬喇前地方向的電牌上標示“直達葡京、新馬路”，吸引不少途經港珠澳大橋抵澳後前往中區一帶的乘客乘坐。

- 而在第二日（2023年4月30日），大量旅客抵澳，港珠澳大橋巴士站出現人潮。而本線各班次均「頂閘」（客滿）開出，有效紓緩101X路線的客流。[32]

- 2023年5月下旬佛誕假期期間，本線再度提供服務，成效再度顯著，同時解決旅客前往新馬路一帶的需求，並兼顧內港、沙梨頭一帶民生區乘客前往大橋澳門口岸需求。[33]

## 圖片集

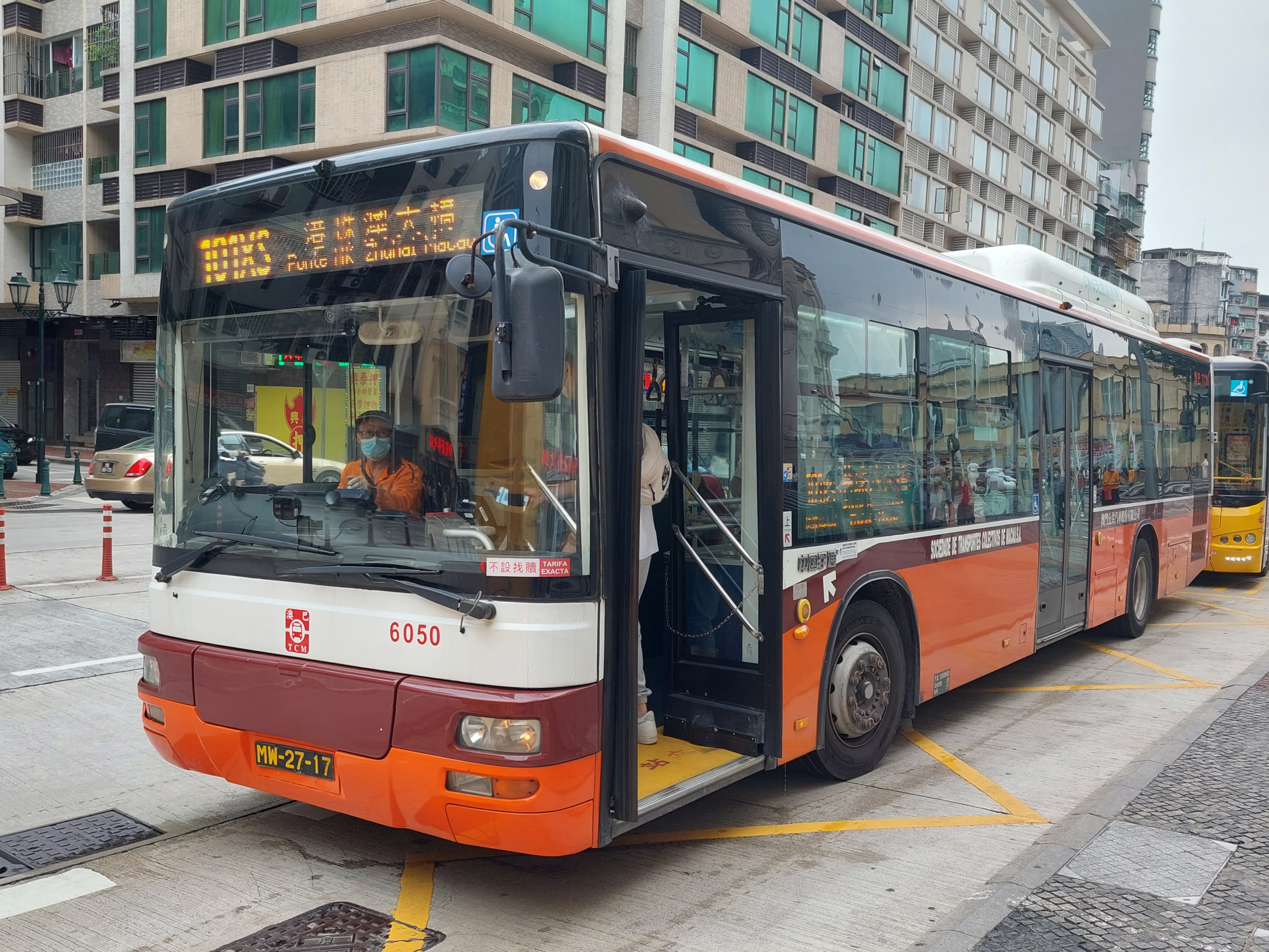
宇通ZK6128HNGE
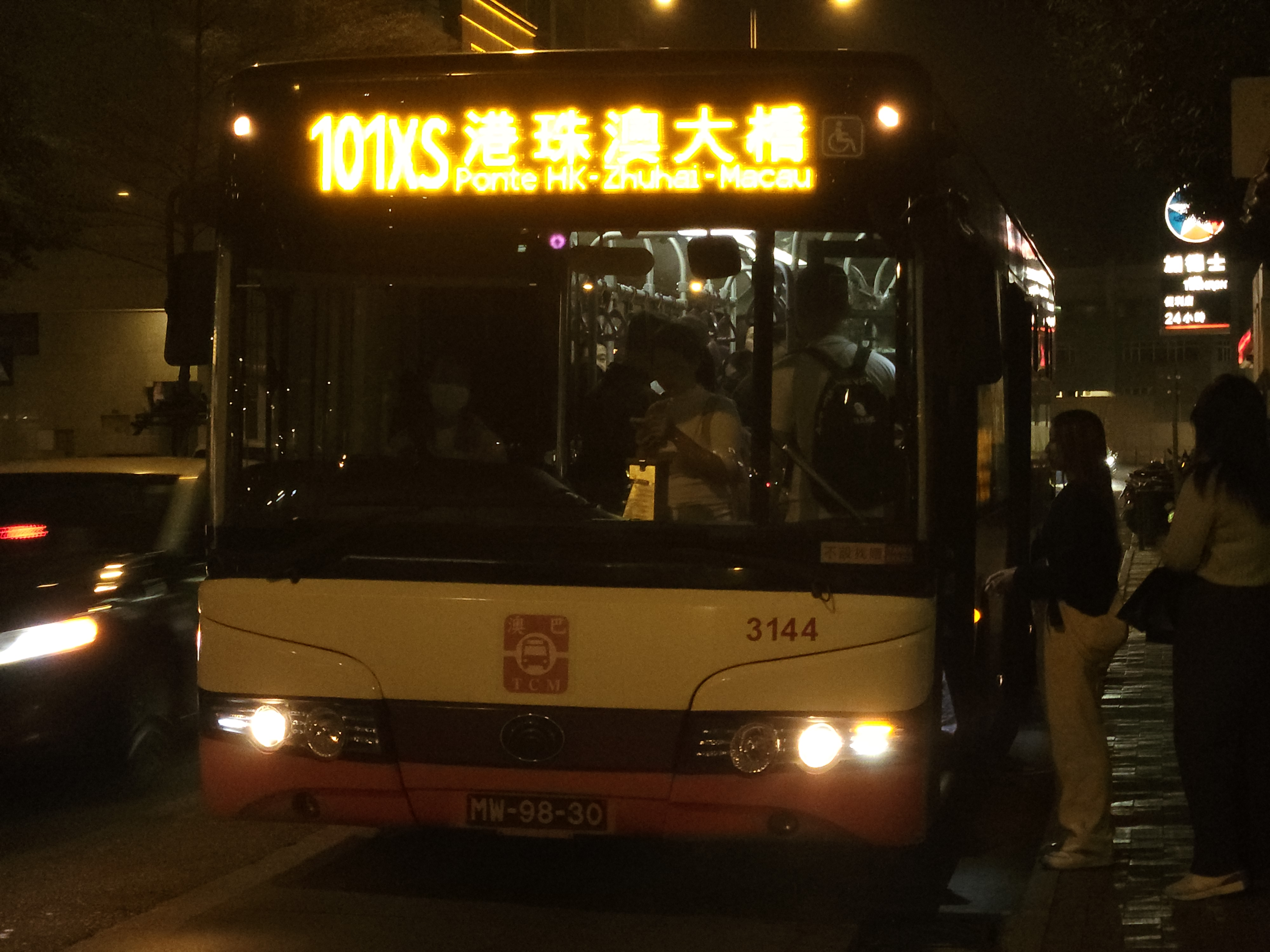
宇通ZK6105HG
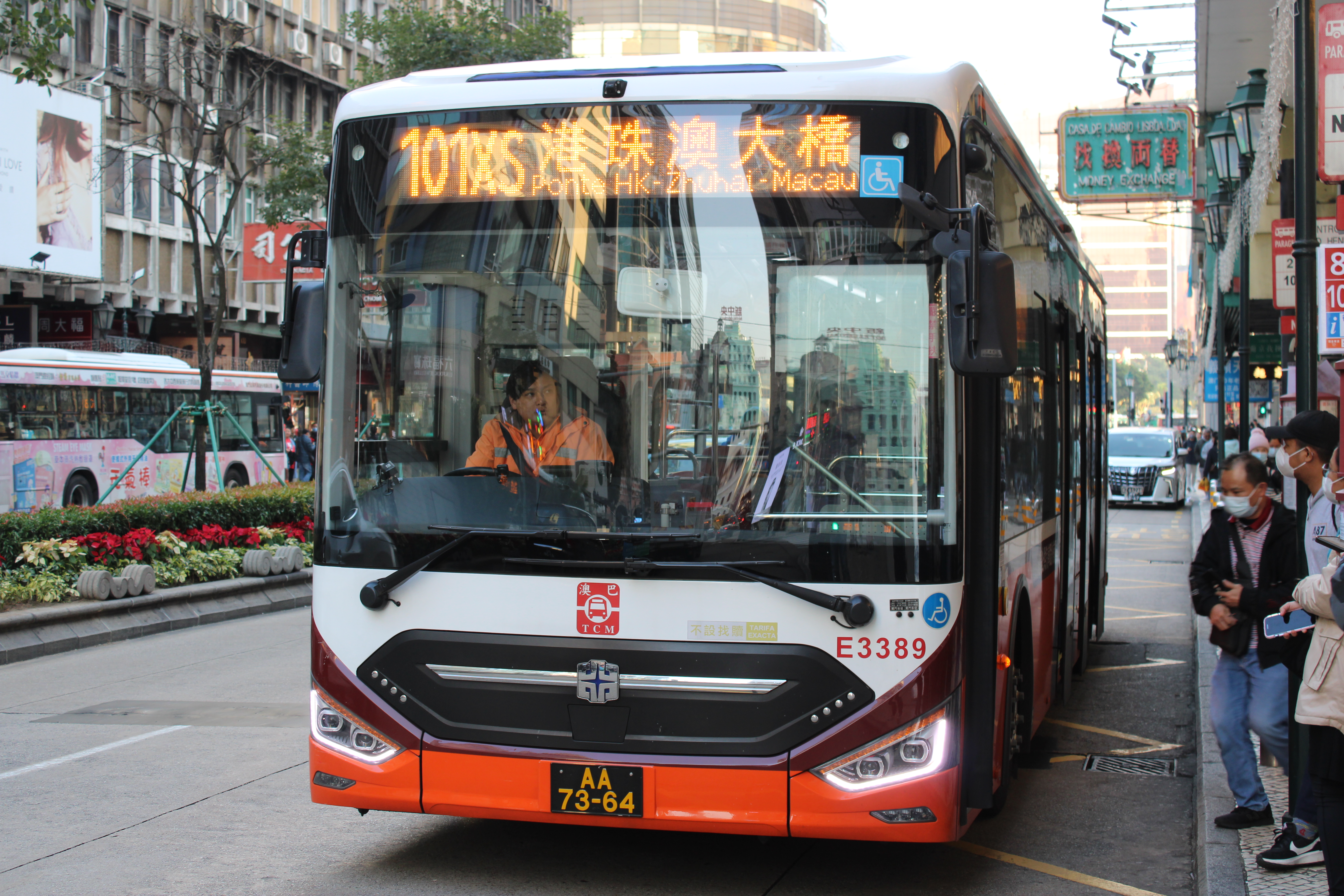
中通LCK6113SHEVG
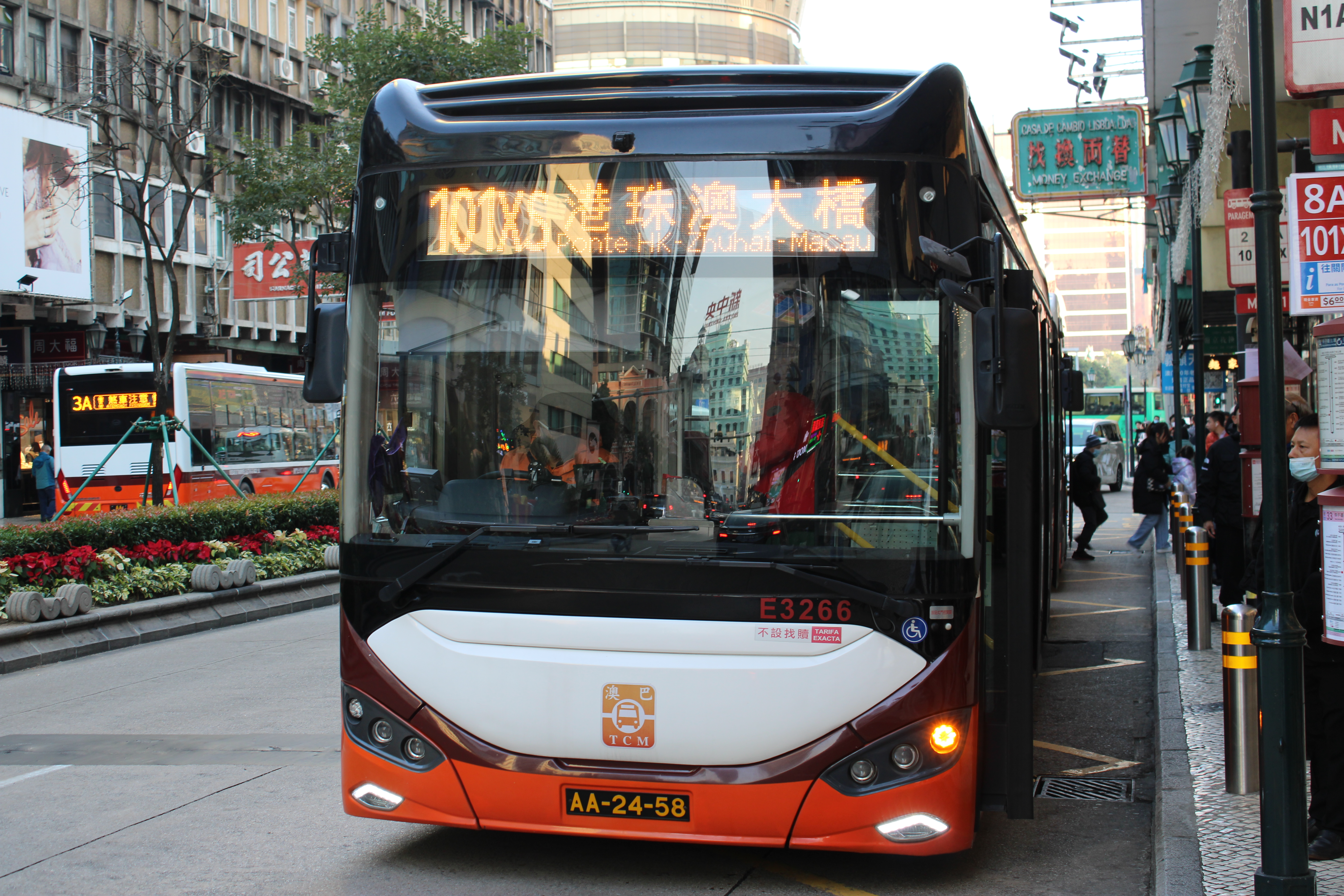
蘇州金龍KLQ6116GHEV
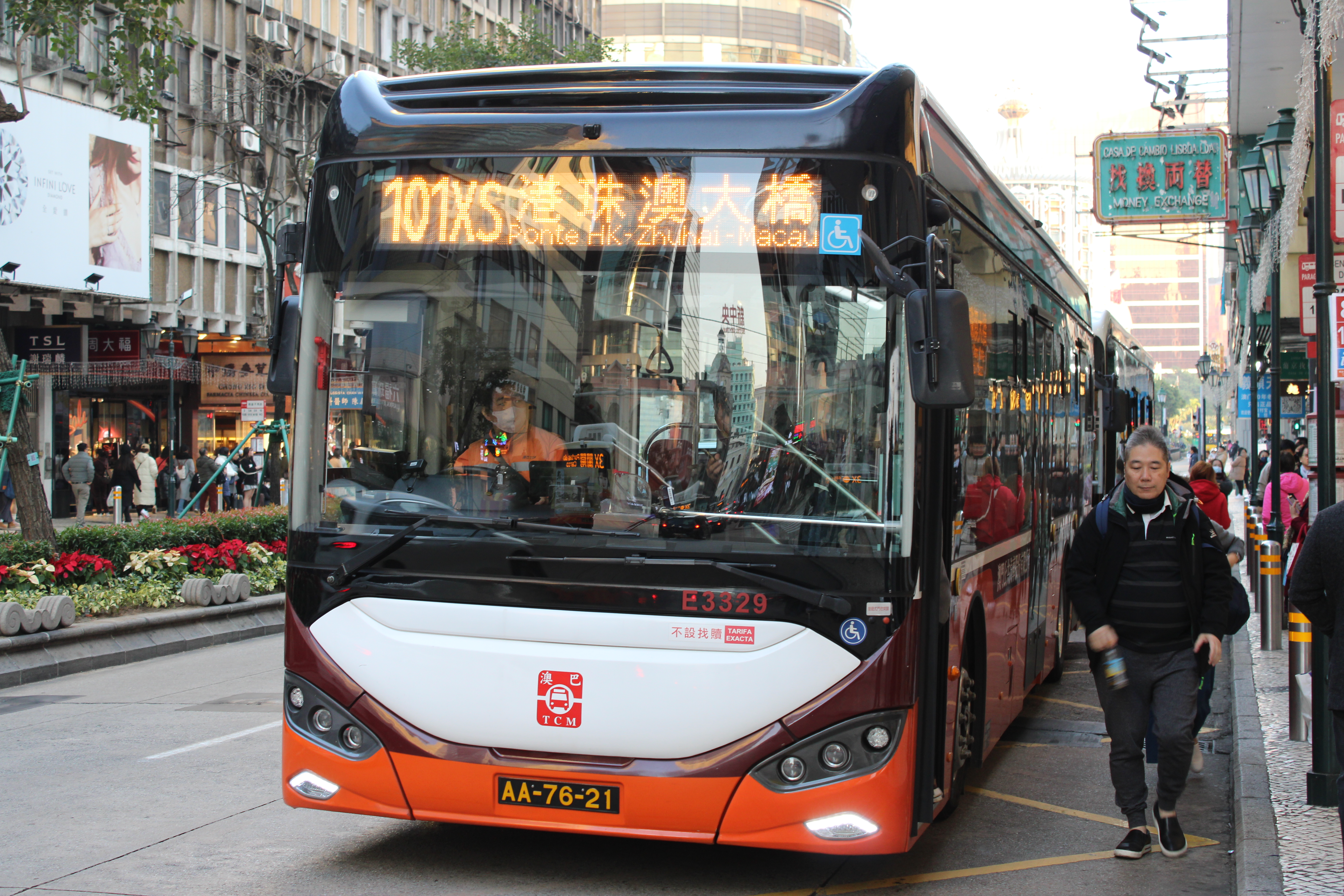
蘇州金龍KLQ6116GHEV